# Maja Bajevic
Maja Bajević (Sarajevo, 1967) é uma fotógrafa, performer e cinegrafista bósnia.

## Biografia
Maja Bajević nasceu em 1967 em Sarajevo. Ela continuou seus estudos em Paris em 1991, ela obteve uma bolsa de artes plásticas . Ela se formou em artes plásticas em Sarajevo e Paris . Ao final dos estudos, ela não pode retornar ao país de origem, em guerra. Seu trabalho como artista começa no exílio. Ela voltou para Sarajevo em 1998 : a vida cultural foi parcialmente retomada lá, mas a situação continua muito difícil. De nacionalidade iugoslava, adquiriu a nacionalidade francesa em 2003. Desde então vive e trabalha entre Sarajevo, Berlim e Paris.

## Criações
Faz vídeo, performances, fotografia e instalações. Ela trabalha principalmente na Europa. Seu trabalho está envolvido em questões políticas e econômicas atuais. Através de seu trabalho, Maja Bajević revive hábitos e práticas tradicionais como um último baluarte contra a crescente padronização no mundo moderno.
Maja Bajevic participou em particular na 50 Bienal de Veneza (Pavilhão da Bósnia e Herzegovina ), e também expôs nesta mesma cidade de Veneza, fora da Bienal, Blood & Honey: Future is in the Balkans, ou mesmo na Bienal de Istambul em 2001, na Manifesta 3, em Ljubljana, na Eslovénia, em Madrid em 2011, etc.